# Argininosuccinate synthase
L'argininosuccinate synthase, encore appelée argininosuccinate synthétase, est une ligase qui catalyse la réaction :
ATP + L-citrulline + L-aspartate  {\displaystyle \rightleftharpoons }  AMP + pyrophosphate + 2-(Nω-L-arginino)succinate.
Cette enzyme intervient à la troisième étape du cycle de l'urée.

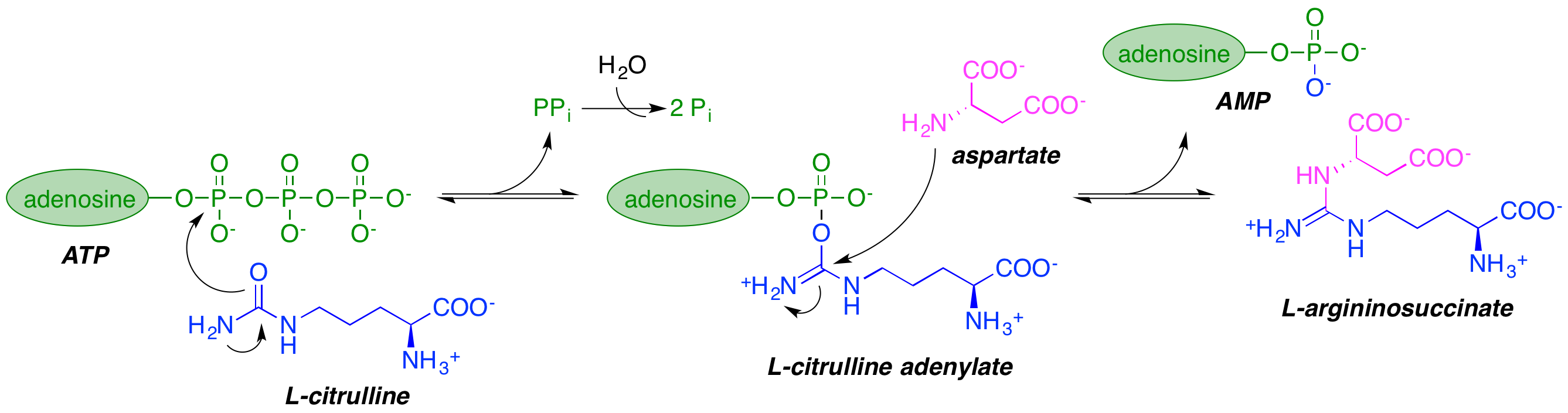
Réaction catalysée par l'argininosuccinate synthase.